# Кведа Алісубані
Кведа Алісубані (груз. ქვედა ალისუბანი) — село в Грузії.
За даними перепису населення 2014 року в селі проживає 1033 особи.